# VGN-Klasse EL-2B
Die Elektrolokomotiven EL-2B der Virginian Railway waren von General Electric (GE) gelieferte Doppellokomotiven für 11 kV 25 Hz Wechselstrom für die Beförderung von Kohlenzügen auf dem elektrifizierten Abschnitt Elmore–Roanoke der Hauptstrecke der Bahn.

## Geschichte
Zur Verstärkung der Flotte von EL-3A Lokomotiven bestellte die Gesellschaft 1945 vier Lokomotiven der Baureihe EL-2B, die zum Ziehen von 6000-t-Zügen auf einer 13-‰-Rampe mit 56 km/h ausgelegt waren. Die Lokomotiven wurden im Erie-Werk von GE gebaut und 1948 abgeliefert. Nach Ablieferung der EL-1C Lokomotiven wurde eine Doppellokomotive getrennt und deren Sektionen im Schiebedienst ab Whitethorne eingesetzt. Die Loks standen bis zur Einstellung des elektrischen Betriebes der Virginian Railway im Jahre 1962 im Einsatz und wurden danach verschrottet. Es ist keine Lok der Nachwelt erhalten geblieben.

## Technik
Eine EL-2B Lokomotive bestand aus zwei Sektionen, die durch semipermanente Kupplungen verbunden waren. Jede Sektion war für sich alleine betriebsfähig, wobei die vordere Sektion zwei Stromabnehmer trug, die hintere nur einen. Der zweite Stromabnehmer war unüblich ungefähr in der Mitte des Lokkastens angeordnet. Alle Stromabnehmer und die Sektionen untereinander waren mit einer Dachleitung verbunden.
Jede Sektion hatte einen Lokomotivkasten mit stromlinienförmig gestalteter Frontpartie, der auf zwei Hilfsrahmen ruhte, die mit Kurzkupplungen untereinander verbunden waren. Der Lokkasten übertrug somit keine Zug- und Druckkräfte, da die Kupplungen direkt an den Hilfsrahmen angebracht waren, unter denen je zwei zweiachsige Drehgestelle mit Tatzlagermotoren angeordnet waren.
Die Lokomotive war als sogenannte Umformerlokomotive ausgeführt, bei der der Einphasen-Wechselstrom aus der Fahrleitung auf der Lokomotive mit Hilfe eines rotierenden Umformers in Gleichstrom zur Versorgung der Fahrmotoren umgewandelt wurde.
Die Strom aus der Fahrleitung wurde über den Stromabnehmer einem Haupttransformator zugeführt, wo die Spannung heruntergesetzt wurde. An der Sekundärseite des Transformators war der Umformer angeschlossen, der aus einem Einphasen-Synchronmotor bestand, der zwei Gleichstromgeneratoren antrieb, welche die Spannung für die 4-poligen Fahrmotoren erzeugten.